# بي. في. إس. رافي
بي. في. إس. رافي (بالإنجليزية: B.V.S.Ravi)‏ هو مؤلف وكاتب سيناريو هندي، ولد في 22 يونيو 1974 في Nidadavolu ‏ في الهند.

## وصلات خارجية
- بي. في. إس. رافي على موقع IMDb (الإنجليزية)
- بي. في. إس. رافي على موقع قاعدة بيانات الفيلم (الإنجليزية)